# 미나미샤리역
미나미샤리역(일본어: 南斜里駅)은 일본 홋카이도 샤리 군 샤리정에 위치한 홋카이도 여객철도 센모 본선의 철도역이다. 역 번호는 B70이며, 단선 승강장 1면 1선의 구조를 갖춘 지상역이다.

## 역 주변
- 샤리 정립 가와카미 초등학교

## 역사
- 1962년 10월 1일 : 일본국유철도의 역으로서 역무원 무배치역으로 개업. 여객 취급만.
- 1987년 4월 1일 : 일본국유철도 분할 민영화에 의해, 홋카이도 여객철도가 승계.

## 인접 역
| 홋카이도 여객철도 센모 본선 | 홋카이도 여객철도 센모 본선 | 홋카이도 여객철도 센모 본선       |
| --------------------------- | --------------------------- | --------------------------------- |
| B 71 나카샤리 아바시리 방면 | ■ 센모 본선                 | 기요사토초 B 69 히가시쿠시로 방면 |